# Trebius cyclopteri
Trebius cyclopteri is een eenoogkreeftjessoort uit de familie van de Trebiidae. De wetenschappelijke naam van de soort is voor het eerst geldig gepubliceerd in 1870 door Beneden.